# Waldmühle (Nennslingen)

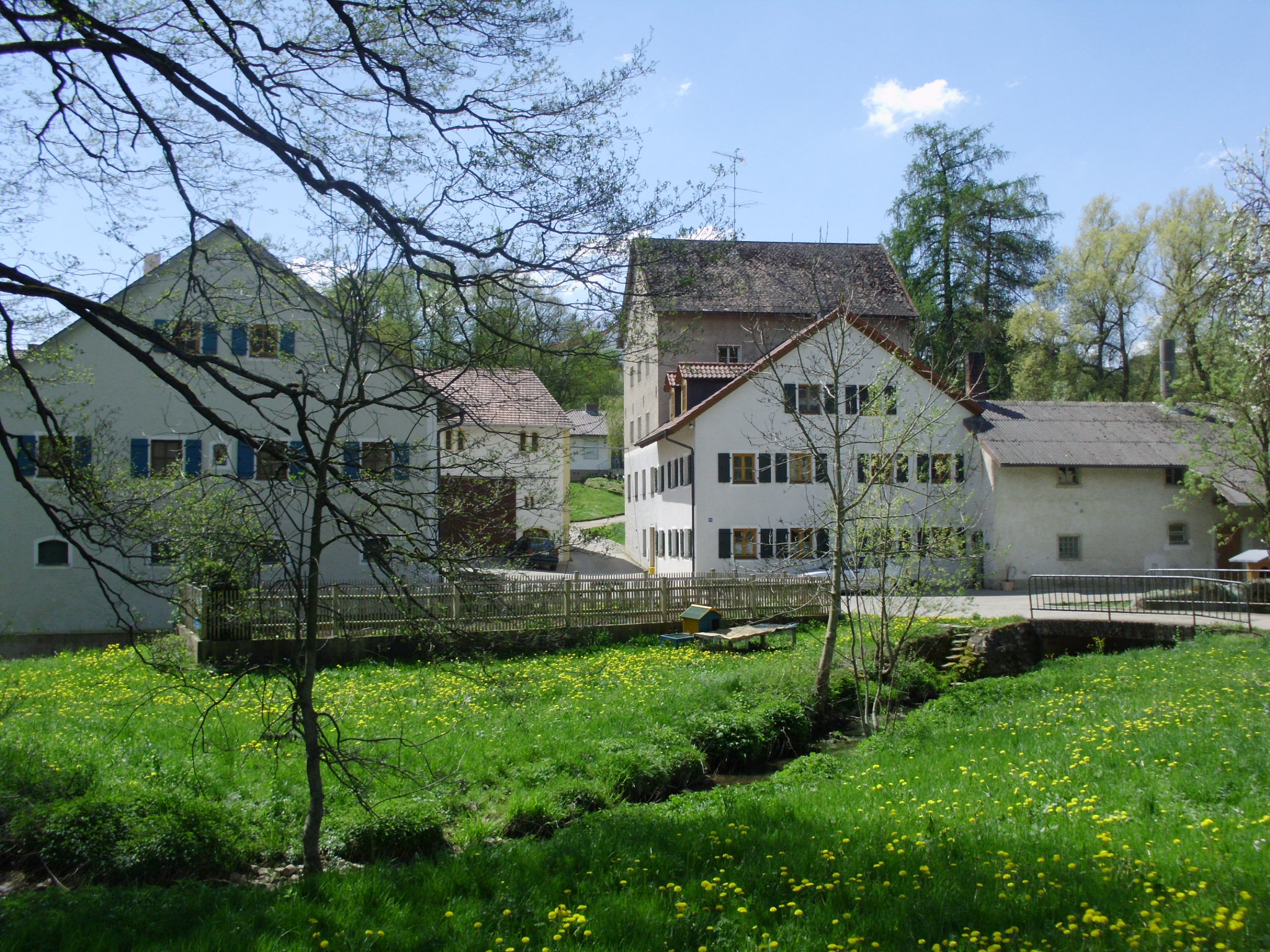
Blick von der Kreisstraße auf die Waldmühle

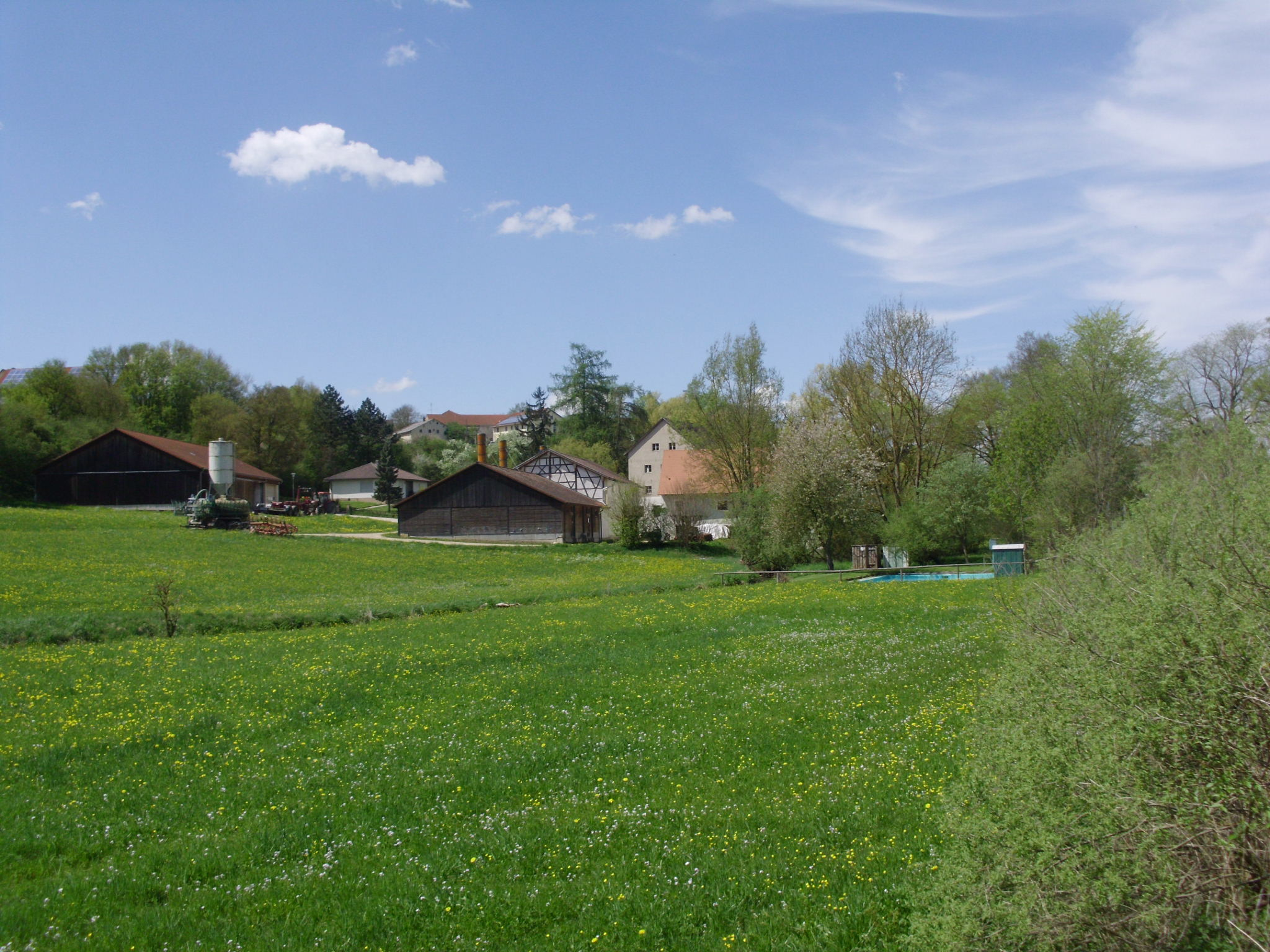
Blick von Südosten auf die Waldmühle

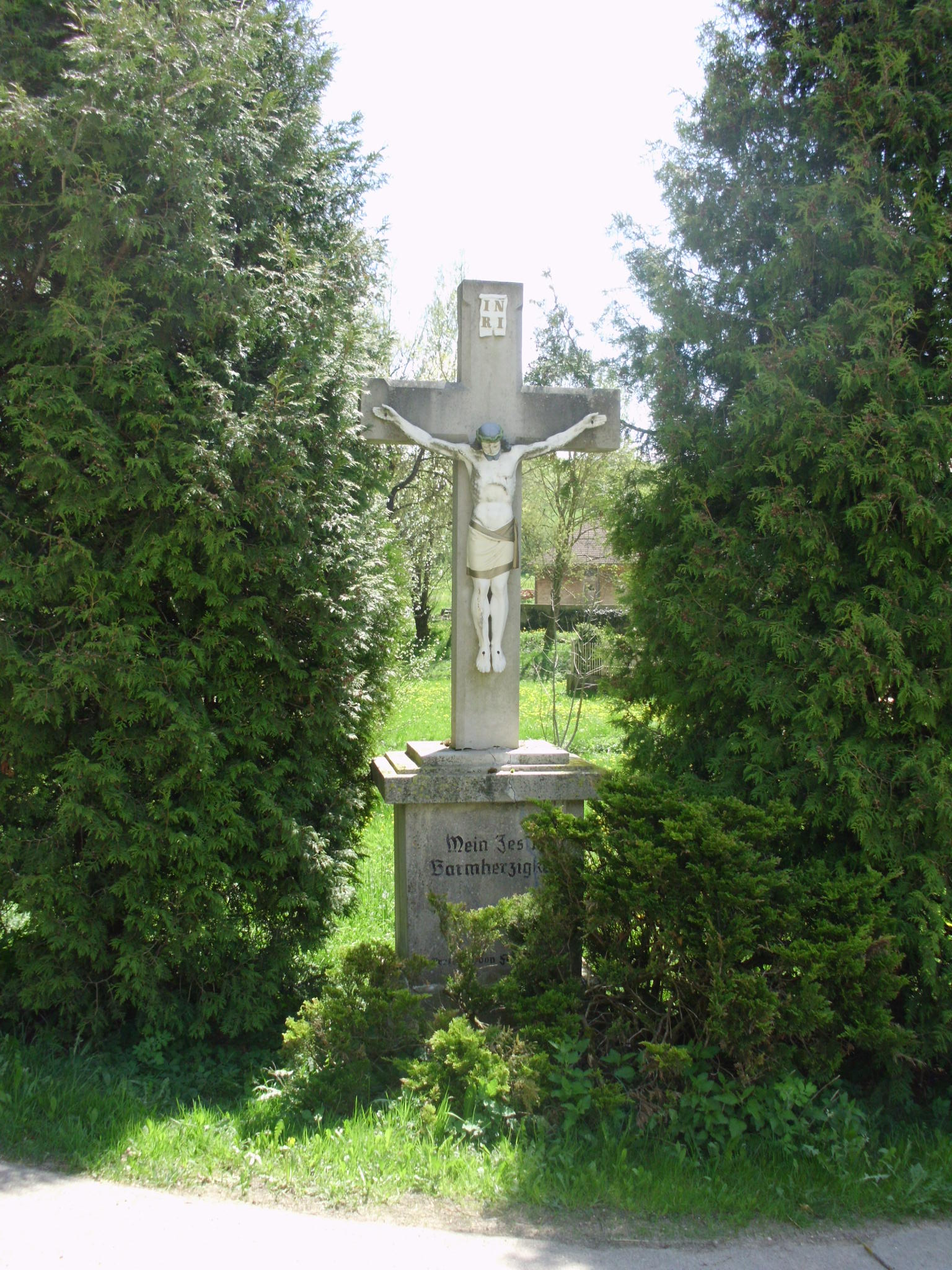
Kreuz an der Waldmühle

Waldmühle ist ein Wohnplatz im Gemeindeteil Gersdorf des Marktes Nennslingen im Landkreis Weißenburg-Gunzenhausen (Mittelfranken, Bayern). Waldmühle liegt in der Gemarkung Gersdorf.

## Lage
Die Einöde liegt im oberen Anlautertal südöstlich von Gersdorf an der Kreisstraße WUG 16.

## Geschichte
1219 schenkte Heinrich von Salehach (= Burgsalach) seine Mühle „apud Gerhovestorf“ (= „bei Gersdorf“), vermutlich die jetzige Kohlmühle, durch den Ortsadeligen Salmann (Treuhänder) Heinrich von Gersdorf an das Augustiner-Chorherrenstift Rebdorf. 1329 kam das Stift unter Propst Paris in den Besitz einer weiteren Gersdorfer Mühle: Hilpolt Propst von Heideck, nach einer anderen Quelle Ulrich von Engelreuth, beide Heidecker Eigenritter, verkaufte den Augustiner-Chorherren die Walk-/Walch-/Waldmühle um 73 ½ Pfund Heller. Folglich ist 1452 von zwei Gersdorfer Mühlen im Besitz des Stiftes Rebdorf die Rede, von der „Prunn- und Walckmühl“. Auch 1551 und 1600 sind zwei Gersdorfer Mühlen erwähnt, 1600 die „Brunnmül“ und die „Walchmül“. 1486 erhielt der Eichstätter Bischof auf dem Tauschweg vom Stift Rebdorf dessen Besitz zu „Gerersdorf“, darunter auch die beiden Mühlen; in einem Register zur Tauschurkunde ist Lorenz als Walkmüller namentlich erwähnt. Die Waldmühle unterstand nunmehr hoch- und niedergerichtlich dem fürstbischöflichen Vogt- und Rentamt Raitenbuch (später Titting-Raitenbuch). Die Grundherrschaft übte das fürstbischöfliche Hofkastenamt aus. Für 1673 erfährt man den Namen des damaligen Waldmüllers: Bürkhl Hans und seine Ehefrau Ursula.
Die Waldmühle blieb mit Gersdorf bis zur Säkularisation 1803 fürstbischöflich. Von 1803 bis 1806 war sie großherzoglich-toskanisch. 1806 kam Gersdorf mit seinem Mühlen an das neue Königreich Bayern, wo es mit Bechthal und Stadelhofen zunächst einen Steuerdistrikt, ab 1818 unter Abtrennung von Bechthal und Stadelhofen eine Ruralgemeinde im Landgericht und Rentamt Raitenbuch bildete, das 1812 nach Greding und 1857 nach Weißenburg verlegt wurde, wo es 1862 in ein Bezirksamt umgewandelt wurde. 1808 hieß der Walkmüller Martin Keßler; die Familie saß zu dieser Zeit schon seit einem halben Jahrhundert auf der Mühle.
Bei der Volkszählung 1861 wurde Waldmühle als zweiter Ortsteil der Gemeinde Gersdorf ausgewiesen, später wurde nur das Kirchdorf Gersdorf als einziger Ortsteil der Gemeinde dokumentiert. Im Zuge der Gebietsreform in Bayern wurde Gersdorf am 1. Mai 1978 in den Markt Nennslingen eingemeindet.

## Sonstiges
Bei der Waldmühle gibt es ein 50 m² großes Wassertretbecken.